# Robinia-uitbreekkogeltje
Het robinia-uitbreekkogeltje (Diaporthe oncostoma) is een schimmel in de familie Diaporthaceae. Het leeft saprotroof op dode twijgen van Robina.

## Verspreiding
In Nederland komt het zeer zeldzaam voor.